# Elizabeth Ryan
Elizabeth Montague Ryan (ur. 5 lutego 1892 w Anaheim, Kalifornia, zm. 6 lipca 1979 w Londynie) – amerykańska tenisistka, deblistka, zwyciężczyni 26 turniejów wielkoszlemowych w grze podwójnej i mieszanej.

## Kariera tenisowa
Elizabeth Ryan zapisała się w historii tenisa niezwykłymi osiągnięciami w deblu i mikście, szczególnie na Wimbledonie, gdzie w trzynastu finałach deblowych odniosła dwanaście zwycięstw, a siedmiokrotnie triumfowała w mikście (na rekordowe dziesięć finałów). Zdobyła sześć tytułów deblowych w parze z Suzanne Lenglen, w tym pięć z rzędu (1919-1923). Nigdy nie przegrała meczu na Wimbledonie w parze z Lenglen. Uczestniczyła w tym turnieju po raz pierwszy w 1912, po raz ostatni dwadzieścia dwa lata później. We wszystkich trzech konkurencjach odniosła łącznie 189 zwycięstw, co daje jej 3. miejsce w historii, jedynie za innymi legendami wimbledońskimi – Navrátilovą i King. Grę podwójną wygrywała również w mistrzostwach USA i Francji.
Nie ograniczała jednak startów jedynie do gier podwójnych. W singlu nie odniosła wprawdzie wielkoszlemowego zwycięstwa, ale zaliczyła trzy finały, w tym dwa na Wimbledonie. W 1919 była w półfinale Wimbledonu, a dwa lata później w finale, przegrywając wysoko z Lenglen. W 1930, zaliczając wcześniej kilka kolejnych półfinałów, po raz drugi wystąpiła w decydującym meczu singla, tym razem uznając wyższość Helen Wills. Najbliżej singlowego zwycięstwa była w 1926 na mistrzostwach USA, kiedy w finale zmierzyła się – sama już 34-letnia – ze starszą o osiem lat Mollą Mallory. Ryan prowadziła w trzecim secie finału 4:0, potem miała jeszcze piłkę meczową, ale ostatecznie uległa rywalce 6:4, 4:6, 7:9. Najbardziej prestiżowym tytułem, jaki udało się Amerykance zdobyć, było międzynarodowe mistrzostwo Włoch w 1933, kiedy pokonała w finale Idę Adamoff. Ten turniej wygrywała także w deblu i mikście.
Mieszkała na stałe w Wielkiej Brytanii i debiutowała w 1912 na turnieju w Surbiton, a później na Wimbledonie, dochodząc do ćwierćfinału. Jeszcze przed I wojną światową odniosła pierwsze zwycięstwo wimbledońskie, w parze ze starszą o dwadzieścia lat Agnes Morton. W 1914 została także ostatnią międzynarodową mistrzynią carskiej Rosji, opuszczając ten kraj, jak sama wspominała, „ostatnim pociągiem przed wybuchem wojny”. Swoją singlową grę opierała na ataku, często chodząc do siatki po podcinanym forhendzie. Dysponowała dobrym przeglądem wydarzeń na korcie i przewidywaniem zagrań przeciwniczek. Była praworęczna.
W 1926 wystąpiła w reprezentacji USA w Pucharze Wightman. Mecz rozgrywano na obiekcie wimbledońskim, a Ryan dołożyła do końcowego zwycięstwa Amerykanek (4:3) punkt singlowy (pokonując ubiegłoroczną finalistkę Wimbledonu Joan Fry) i deblowy w parze z Mary K. Browne (zwycięstwo nad Evelyn Colyer i Kitty McKane). McKane nie sprostała w drugim meczu singlowym.
W latach 1924–1930 była klasyfikowana w czołowej dziesiątce na świecie według rankingu ogłaszanego w „Daily Telegraph”. Najwyższe miejsce w tym zestawieniu – 3. – zajmowała w 1927 (za Helen Wills i Lilí Álvarez). Była również dwukrotnie w czołówce rankingu amerykańskiego – na 2. miejscu w 1925 (za Wills) i 1926 (za Mallory). Znana z częstych startów i to zazwyczaj we wszystkich konkurencjach turniejowych, w swoim najlepszym roku 1924 uczestniczyła w 35 imprezach, odnosząc 75 zwycięstw w 88 finałach. Jeszcze w 1934 startowała w 19 turniejach.
Także w 1934 odniosła ostatni triumf na Wimbledonie, wygrywając grę podwójną z Simone Mathieu. Ustanowiła tym samym rekord 19 zwycięstw wimbledońskich, który przez ponad 40 lat pozostawał niepobity. Ryan zakończyła w 1935 występy w gronie amatorów i pracowała jako zawodowa trenerka tenisa. Mieszkała w Londynie i co roku gościła na kortach Wimbledonu w roli widza. W 1977 była gościem honorowym obchodów 100-lecia turnieju. Pięć lat wcześniej została wpisana do Międzynarodowej Tenisowej Galerii Sławy.
W ostatnich latach życia stała się świadkiem walki Amerykanki Billie Jean King o wyrównanie, a następnie poprawienie jej rekordu 19 wygranych. King odniosła dziewiętnaste zwycięstwo w 1975, niespodziewanie triumfując w singlu (w finale z Evonne Goolagong). W kolejnych latach kilkakrotnie przegrywała jednak w finałach i obie Amerykanki pozostawały razem rekordzistkami. Ostatecznie King zdobyła jeszcze jedno trofeum w 1979, w deblu (z Martiną Navrátilovą), ale miało to miejsce dzień po śmierci Ryan. Wiekowa Amerykanka była świadkiem meczu finałowego Navrátilová – Evert i krótko po opuszczeniu kompleksu wimbledońskiego doznała ataku serca. Zmarła w drodze do szpitala. Podobno była przekonana, że rzeczywiście utraci swój rekord, do którego była mocno przywiązana. Ćwierć wieku później do King dołączyła Navrátilová, triumfując w 2004 po raz dwudziesty na Wimbledonie (w grze mieszanej z Hindusem Paesem).
Elizabeth Ryan była pierwszą wielkoszlemową przeciwniczką Jadwigi Jędrzejowskiej. Zmierzyły się w I rundzie mistrzostw Francji w 1931 i Amerykanka okazała się lepsza, ale po zaciętej walce 2:6, 9:7, 6:3. W książce Urodziłam się na korcie Jędrzejowska tak wspomina swoją rywalkę: „była nie pierwszej młodości, potężnie zbudowana. Miała krótko ostrzyżone włosy i może dlatego przypominała mężczyznę”. O przebiegu meczu miało zadecydować doświadczenie Ryan, która po przegranym secie zaczęła „grać niesłychanie złośliwie, podcinając piłki”, wybijając przeciwniczkę z uderzenia. W trzecim secie zabrakło młodej Polce kondycji i mimo prowadzenia 3:1 zeszła z kortu pokonana, zyskując jednak pochlebne opinie francuskiej prasy.

## Osiągnięcia w turniejachwielkoszlemowych
- Wimbledon
  - gra pojedyncza – finały 1921, 1930
  - gra podwójna – wygrane 1914 (z Agnes Morton), 1919, 1920, 1921, 1922, 1923, 1925 (wszystkie z Suzanne Lenglen), 1926 (z Mary K. Browne), 1927, 1930 (oba z Helen Wills), 1933, 1934 (oba z Simone Mathieu), finał 1932 (z Helen Jacobs)
  - gra mieszana – wygrane 1919, 1921, 1923 (wszystkie z Randolphem Lycettem), 1927 (z Francisem Hunterem), 1928 (z Patrickiem Spence’m), 1930 (z Jackiem Crawfordem), 1932 (z Enrique Maierem), finały 1920, 1922 (oba z Randolphem Lycettem), 1925 (z Umberto de Morpurgo)
- mistrzostwa Francji
  - gra podwójna – wygrane 1930, 1932 (oba z Helen Wills), 1933, 1934 (oba z Simone Mathieu), finał 1931 (z Cilly Aussem)
  - gra mieszana – finał 1934 (z Adrianem Quistem)
- mistrzostwa USA
  - gra pojedyncza – finał 1926
  - gra podwójna – wygrana 1926 (z Eleanor Goss), finały 1925 (z May Sutton Bundy), 1933 (z Helen Wills)
  - gra mieszana – wygrane 1926 (z Jeanem Borotrą), 1933 (z Ellsworthem Vinesem), finał 1934 (z Lesem Stoefenem)

Finały singlowe w turniejach wielkoszlemowych
- Wimbledon 1921 – 2:6, 0:6 z Suzanne Lenglen
- mistrzostwa USA 1926 – 6:4, 4:6, 7:9 z Mollą Mallory
- Wimbledon 1930 – 2:6, 2:6 z Helen Wills